# Martin Ahlquist
Martin Ahlquist, född 1971, är en svensk journalist, författare och moderator, som var chefredaktör och ansvarig utgivare för Fokus fram till 2016 då han efterträddes av Johan Hakelius. Han är en av de fyra grundarna till tidskriften tillsammans med Karin Pettersson, Martin Ådahl och Lars Grafström. I december 2008 utsågs han till suppleant i Presstödsnämnden.
Innan han började på Fokus var Martin Ahlquist bland annat reporter på Dagens Ekos ekonomiredaktion och radioproducent på Godmorgon, världen! i Sveriges Radio P1 samt redaktör, nyhetschef och krönikör Finanstidningen, där han på den senare arbetade tillsammans med Karin Pettersson och Martin Ådahl. Ahlquist medverkade i debatten om tidskriften Mana våren 2008. Han brukar medverka på Almedalsveckan. År 2007 utsåg tidskriften Resumé honom tillsammans med Karin Pettersson till Sveriges tjugoåttonde mäktigaste publicist.